# Laure Resimont
Laure Resimont (29 januari 1998) is een Belgische basketbalspeelster. 

## Levensloop
Resimont speelde achtereenvolgens bij Pitzemburg Mechelen, BC Sint-Katelijne-Waver en het Tarbes Gespe Bigorre. Na 1 seizoen bij deze Franse club kondigde ze een terugkeer aan naar Sint-Katelijne-Waver, maar ging vervolgens toch aan de slag bij het Spaanse AE Sedis Bàsquet. Vanaf seizoen 2021-'22 is ze aan de slag bij Kangoeroes Basket Mechelen. Daarnaast is ze actief bij de Belgian Cats. 
In 2017 werd ze verkozen tot belofte van het jaar en in 2018 en 2019 werd ze telkens bekroond tot speelster van het jaar. Daarnaast werd ze in 2019 tevens tot MVP in de Top Division 1 uitgeroepen.
In 2022 vertegenwoordigde Resimont samen met Becky Massey, Julie Vanloo en Ine Joris België op het wereldkampioenschap 3×3 in eigen land.